# Parque Industrial (Metro de Lima y Callao)
Parque Industrial es la segunda estación de la línea 1 del Metro de Lima y Callao. Anteriormente llamada El Sol, está ubicada en la intersección de las avenidas Separadora Industrial y El Sol, en el distrito de Villa El Salvador. Es una estación a nivel de superficie.

## Historia
La estación fue inaugurada el 28 de abril de 1990 (bajo el nombre de El Sol), como parte del primer tramo durante el primer gobierno de Alan García Pérez. Luego de la paralización de la obra, la estación fue construida entre 1993 y 1994, y una vez terminado se realizaron algunos viajes hasta la estación Atocongo de manera esporádica.
Con el reinicio de las obras la estación fue remodelada y entró en operación el 11 de julio de 2011, durante el segundo gobierno de Alan García Pérez. El nombre actual hace referencia a la zona industrial del distrito cercano a la estación.

## Accesos
La estación está conectada con la avenida Separadora Industrial, a través de un puente peatonal que conecta ambos lados de la vía, Parque Industrial es una estación accesible para personas con movilidad reducida ya que cuenta con ascensores de uso exclusivo para ellos. Tanto la plataforma norte como sur están conectadas internamente.